# سیلائوری

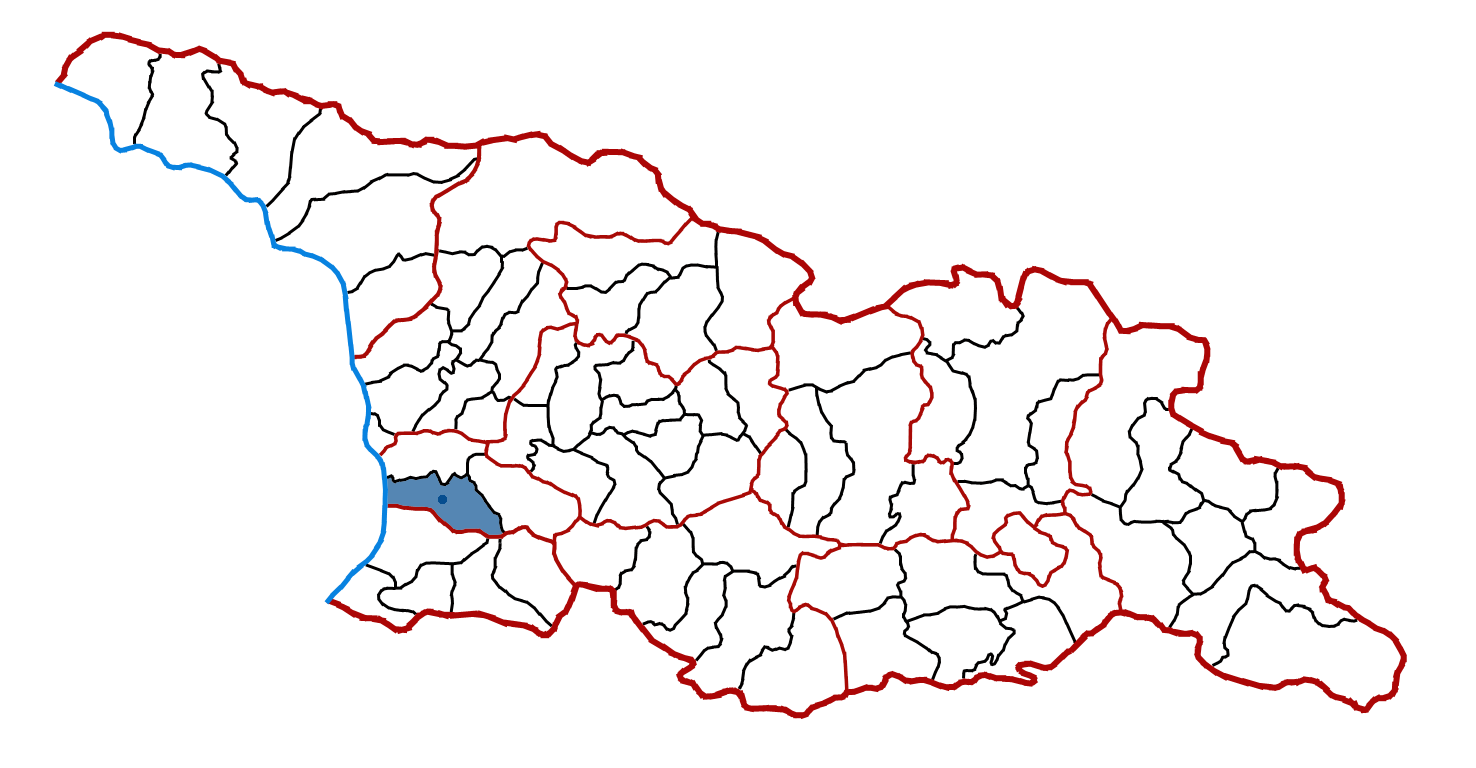
سیلائوری

سیلائوری (به لاتین: Silauri) یک روستا در گرجستان است که در شهرداری ازورگتی واقع شده‌است. سیلائوری ۵۳۱ نفر جمعیت دارد و ۱۶۰ متر بالاتر از سطح دریا واقع شده‌است.